# 노벰트리 시아한
노벰트리 시아한(Novemthree Siahaan)은 거대백악종으로 요절한 인도네시아의 소년이다.
바탐섬 출신으로 부모의 맞벌이로 인한 양육 문제로 수마트라에 있는 할아버지가 양육을 맡던 기간에 거대백악종이 발병하였다. 바탐섬에서 제대로된 치료를 받지 못하다가, 대만의 츠지기금회 봉사자가 바탐섬에서 이를 발견하고 컴퓨터단층촬영(CT) 검사를 받도록 한 뒤 대만에 판독을 맡겼다. 의료 여건이 좋은 대만에서 치료를 받기위해 트지기금회의 도움으로 대만에 건너와 수술을 받은 뒤 집으로 돌아갔다. 1년 뒤 종양이 너무 커져서 추가 수술이 유보된 사이에 기도 감염으로 사망하였다.